# Orthoperus corticalis
Orthoperus corticalis là một loài bọ cánh cứng trong họ Corylophidae. Loài này được Redtenbacher miêu tả khoa học đầu tiên năm 1849.